# نیلیان
نیلیان (نام علمی: Indigofereae) نام یک تبار از تیره باقلاییان است.